# Deutsches Hafenmuseum
Das Deutsche Hafenmuseum ist ein im Aufbau befindliches Museum in Hamburg, das im April 2022 aus dem bisherigen Hafenmuseum Hamburg auf dem Kleinen Grasbrook hervorgegangen ist. Trägerin ist die Stiftung Historische Museen Hamburg (SHMH), zu der auch das Museum für Hamburgische Geschichte, das Museum der Arbeit und das Altonaer Museum mit ihren jeweiligen Außenstellen gehören. Es wurde 2002 im historischen 50er Schuppen am Bremer Kai / Hansahafen als Außenstelle des Museums der Arbeit gegründet. Ein zweiter Standort mit der Viermastbark Peking als Leitobjekt wird seit 2020 auf dem Areal des ehemaligen Überseezentrums am Schumacherwerder / zwischen Norderelbe und Moldauhafen geplant. Die angestrebte Eröffnung im Jahr 2029 ist ungewiss. 
Der bisherige Museumsstandort am Hansahafen besteht aus einem Schaudepot im denkmalgeschützten Kaischuppen 50 mit zahlreichen Exponaten aus der Geschichte des Schiffbaus und des Hafenumschlags, einem Außengelände mit teilweise noch funktionsfähigem Hafengerät wie Van Carrier, Kaikränen und Fahrzeugen der historischen Hafenbahn, sowie dem Kai / Bremerkai, an dem unter anderem ein kohlebefeuerter Schwimm-Dampfkran, ein Schutendampfsauger und seit ihrer Rückführung 2020 die historische Viermastbark Peking liegen.

## Geschichte

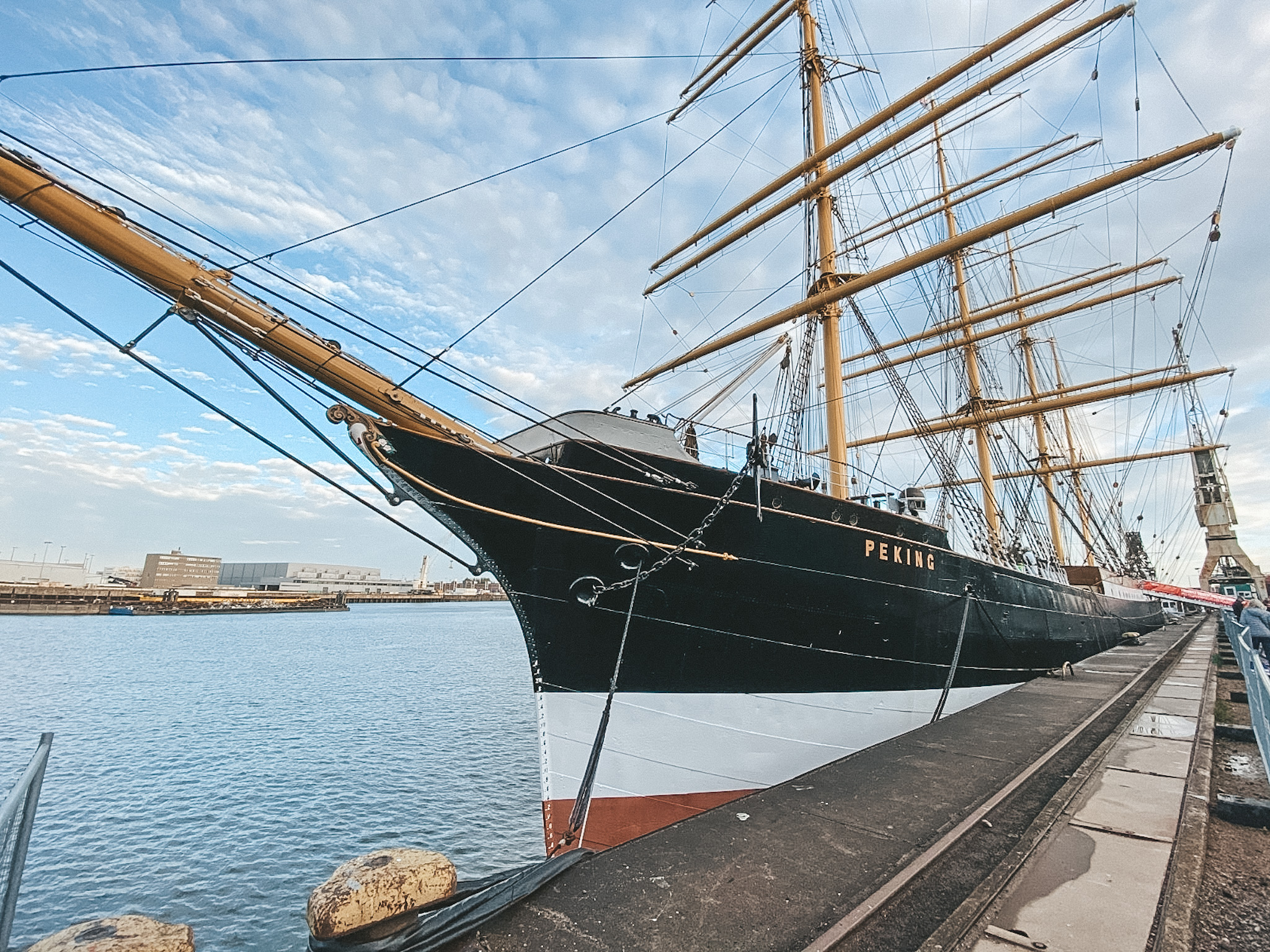
Die historische Viermast-Stahlbark Peking liegt seit ihrer Überführung 2020 im Hafenmuseum Hamburg.

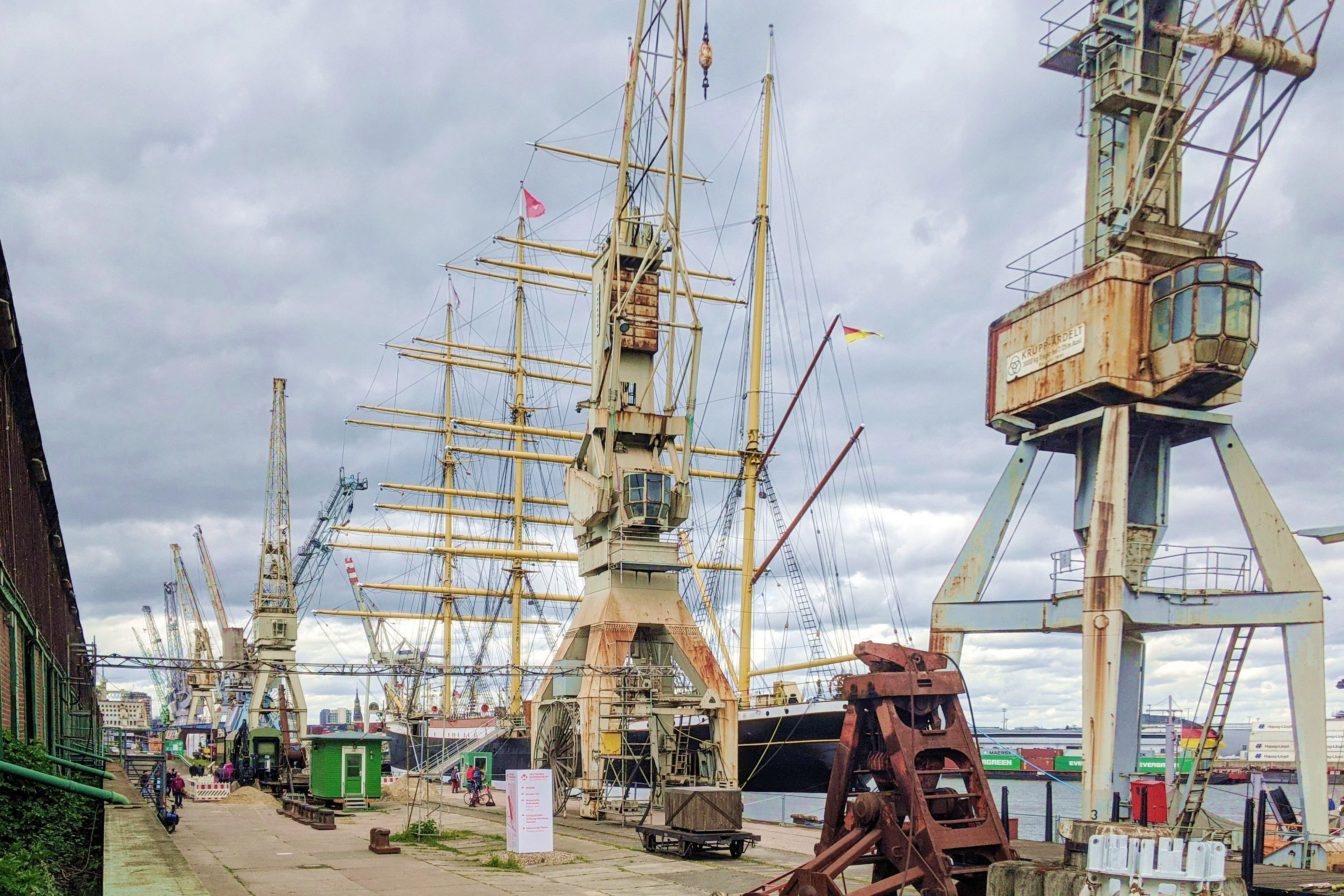
Ausgediente Kaikräne und Peking am Bremer Kai

### Hafenmuseum Hamburg
Die Containerisierung des Hafens seit den 1960er Jahren brachte einen Strukturwandel mit sich, der zur weitreichenden Brachlage der östlichen Hafenteile führte. Sowohl die Tiefe der Hafenbecken als auch die Möglichkeiten der technischen Anlagen und der Platzbedarf der Stellflächen genügten nicht den Anforderungen des Containerumschlags. Ein Ausbau war schon deshalb nicht möglich, weil der Alte Elbtunnel in einer Tiefe von 10,6 Metern unter Seekartennull eine weitere Vertiefung der Norderelbe flussaufwärts nicht zulässt. Die zwischen 1890 und 1920 errichteten Hafenanlagen wurden daher zum großen Teil abgebrochen und Hafenbecken zugeschüttet. Auch die sogenannten 50er Schuppen dienten seit den 1980er Jahren nur noch als Lagerhäuser und waren vom Abbruch bedroht.
Seit ihrer Gründung 2001 setzte sich die Stiftung Hamburg Maritim für den Erhalt, die denkmalgerechte Restaurierung und Entwicklung der Anlagen ein. Sie erwarb 2002 die Eigentumsrechte sowohl an der 50er- und 51er-Reihe, östlich der Australiastraße am Hansahafen ausgerichtet, wie an den 52er-Schuppen, westlich der Australiastraße, ehemals am Indiahafen gelegen und durch dessen Zuschüttung ihres ursprünglichen Nutzungszwecks beraubt. Am 19. März 2002 wurde das gesamte Ensemble der „50er-Strecke“, bestehend aus den Schuppen 50, 51 und 52 einschließlich der Kopfbauten, dem Bremer- und Australiakai mitsamt Ausstattung, Straßenflächen und Pflaster, dem Beamtenwohnhaus sowie dem Hanshöft unter Denkmalschutz gestellt. Seitdem werden die Anlagen schrittweise saniert und teilweise langfristig verpachtet, unter anderem an Event-Veranstalter.
Im Kopfbau der 50er-Schuppen und dem umliegenden Gelände sowie den Kaianlagen am Hansahafen entwickelte die Stiftung in Zusammenarbeit mit dem Museum der Arbeit das Konzept eines Hafenmuseums, das anhand der noch vorhandenen Anlagen den konventionellen Stückgutumschlag vom Schiff über Ladekräne, Kai- und Schuppenarbeit simulieren kann. Im April 2005 wurde so ein Schaudepot zunächst als Hafenmuseum im Aufbau eröffnet, das auf 700 Quadratmetern mit zahlreichen Objekten des Hafenumschlags und Schiffbaus einen ersten Eindruck vermitteln sollte. Im Jahr 2008 konnte weitere Schuppenfläche hinzugenommen werden, so dass die Innenausstellung nun auf 2.500 Quadratmeter angewachsen ist.

### Deutsches Hafenmuseum
Im November 2015 bewilligte der Haushaltsausschuss des Deutschen Bundestages auf Betreiben der beiden Hamburger Abgeordneten Johannes Kahrs (SPD) und Rüdiger Kruse (CDU) 120 Millionen Euro für den Bau und die Einrichtung eines nationalen Deutschen Hafenmuseums, in dem auch die Bestände des bisherigen Hamburger Hafenmuseums aufgehen sollen. In der Folgezeit wurden neben den bestehenden Kaischuppen verschiedene weitere Standorte für das neue Museum diskutiert, u. a. westlich der St. Pauli Landungsbrücken oder bei den Musicaltheatern auf der gegenüberliegenden Elbseite. Im Zuge der gescheiterten Olympiabewerbung Hamburgs für 2024 kam 2017 schließlich der Standort Schumacherwerder gegenüber der Hafencity ins Spiel. Im Frühjahr 2017 erarbeitete die Hamburger Academy for Architectural Culture unter der Leitung von Volkwin Marg fünf Entwürfe für den neuen Museumsstandort. Anfang 2018 wurde Ursula Richenberger als Projektleiterin für den Aufbau des Deutschen Hafenmuseums vorgestellt. Anfang Juli 2022 verkündete die SHMH die Berufung von Klaus Bernhard Staubermann zum Gründungsdirektor. Er trat sein Amt am 1. November 2022 an.
Aufgrund steigender Kosten und einer hohen Finanzierungslücke hat sich die Realisierung mehrfach verschoben, eventuell ist das Projekt insgesamt gefährdet. Die Eröffnung des Neubaus war zunächst für 2025 geplant, dann wurde das Jahr 2029 angestrebt. Der Architekturwettbewerb sollte 2022, später bis Ende des Jahres 2024 ausgeschrieben werden, doch bis Januar 2025 ist diese nicht erfolgt. Hans-Jörg  Czech vom Vorstand der Stiftung Historische Museen Hamburg geht davon aus, dass das Deutsche Hafenmuseum zu Beginn des nächsten Jahrzehnts baulich fertiggestellt sein wird.

## Standort Kaischuppen 50

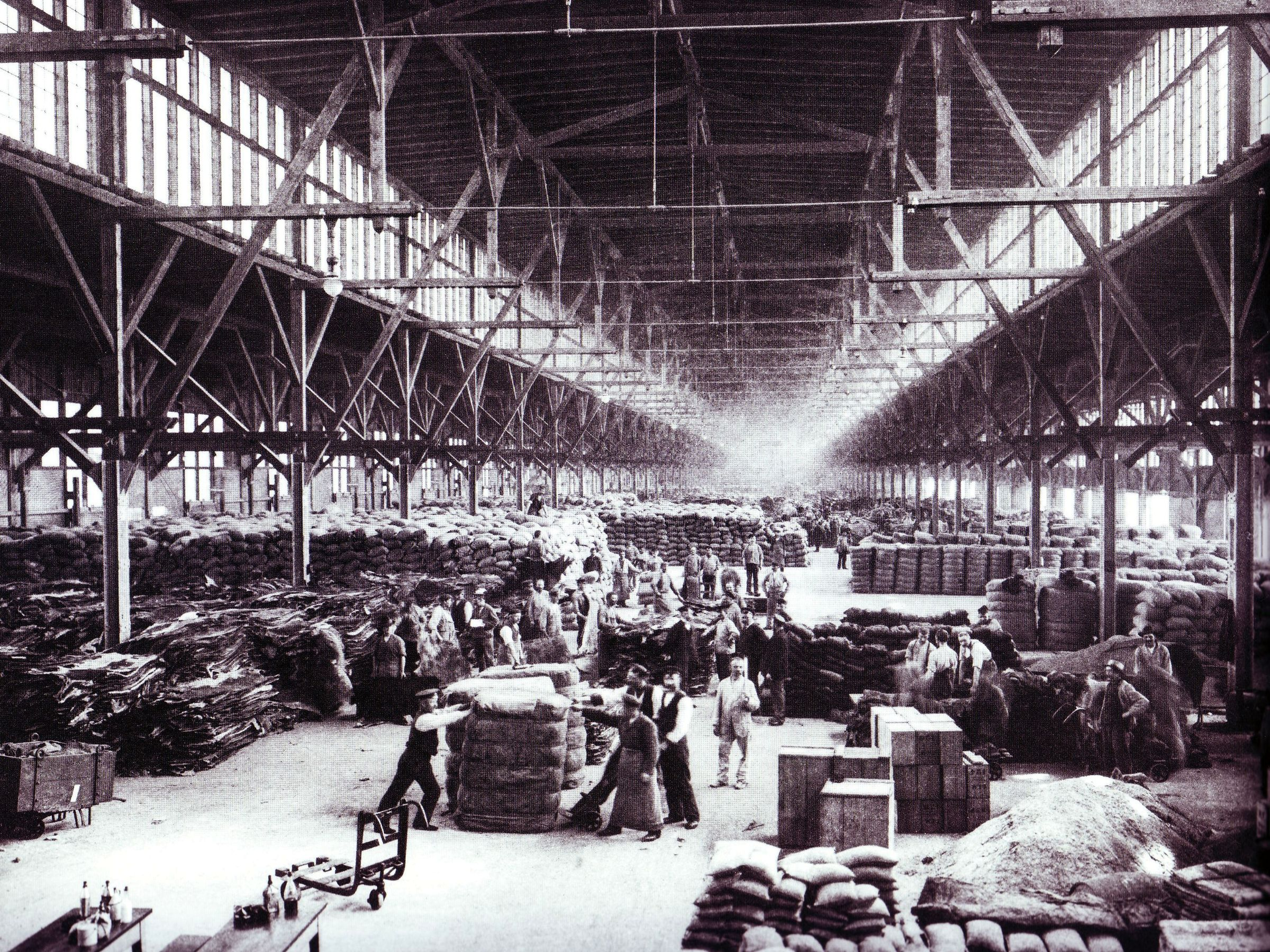
Kaischuppen um 1900

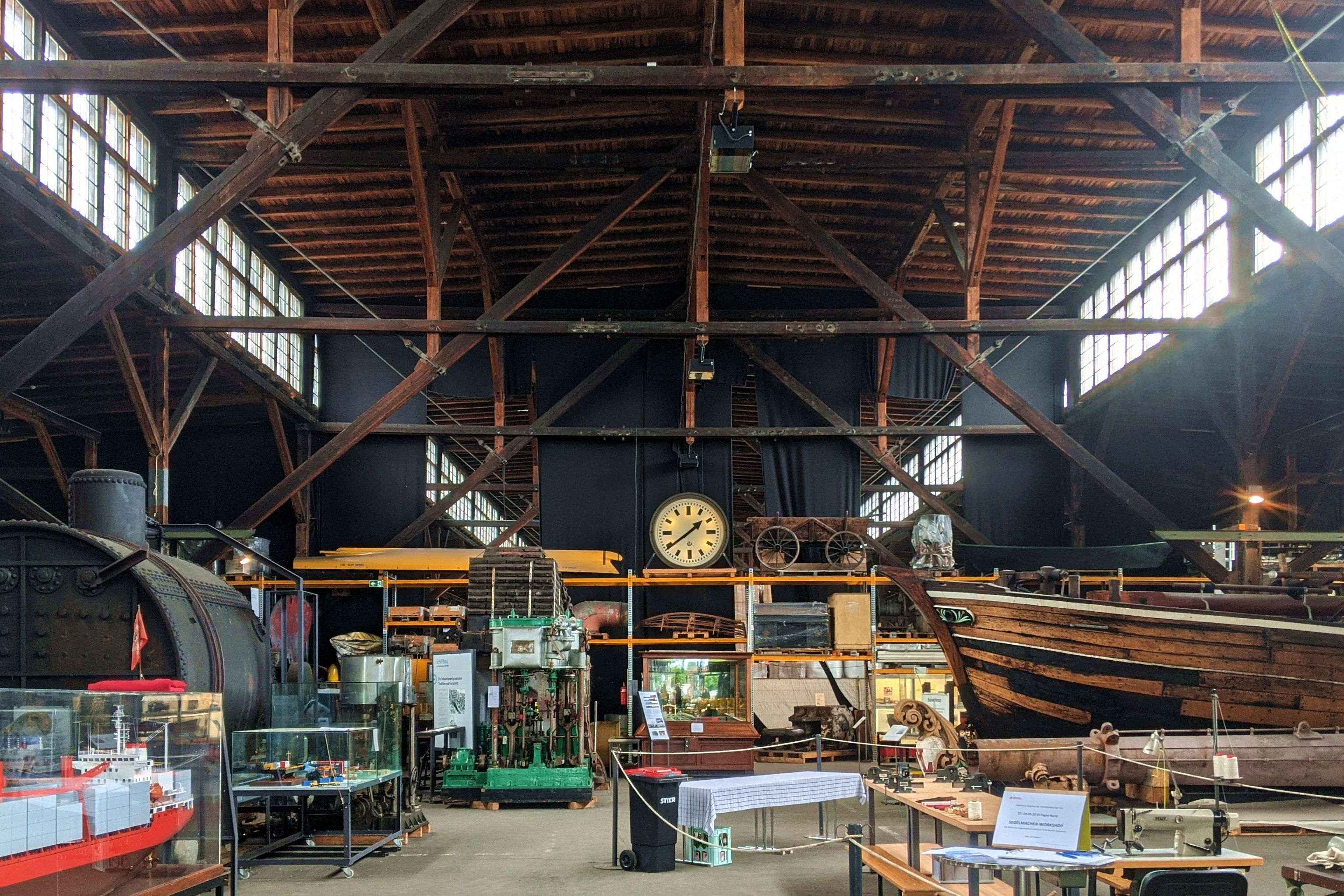
Blick ins Schaudepot im Kaischuppen 50

Als authentischer Ort am letzten erhaltenen Kaizungen-Ensemble vermittelt das Hafenmuseum die Entwicklung des Hamburger Hafens. Mit dem Motto „alles rund um Schuppen, Schiffe und Schauerleute“ werden von Fachleuten aus dem Hafen, vor allem ehemaligen Hafenarbeitern und Schiffern, im Innen- und Außenbereich funktionstüchtige Anlagen und Geräte, von beeindruckenden Dampfkränen bis zu kleinen Handwerkzeugen, vorgeführt, die die Abläufe des Umschlags in verschiedenen technischen Stadien demonstrieren. Neben den technischen Komponenten wird der Wandel der Hafenarbeit aufgezeigt, das Arbeitsleben dargestellt und eine Vielzahl ausgestorbener Berufe thematisiert.

### Kaischuppen 50

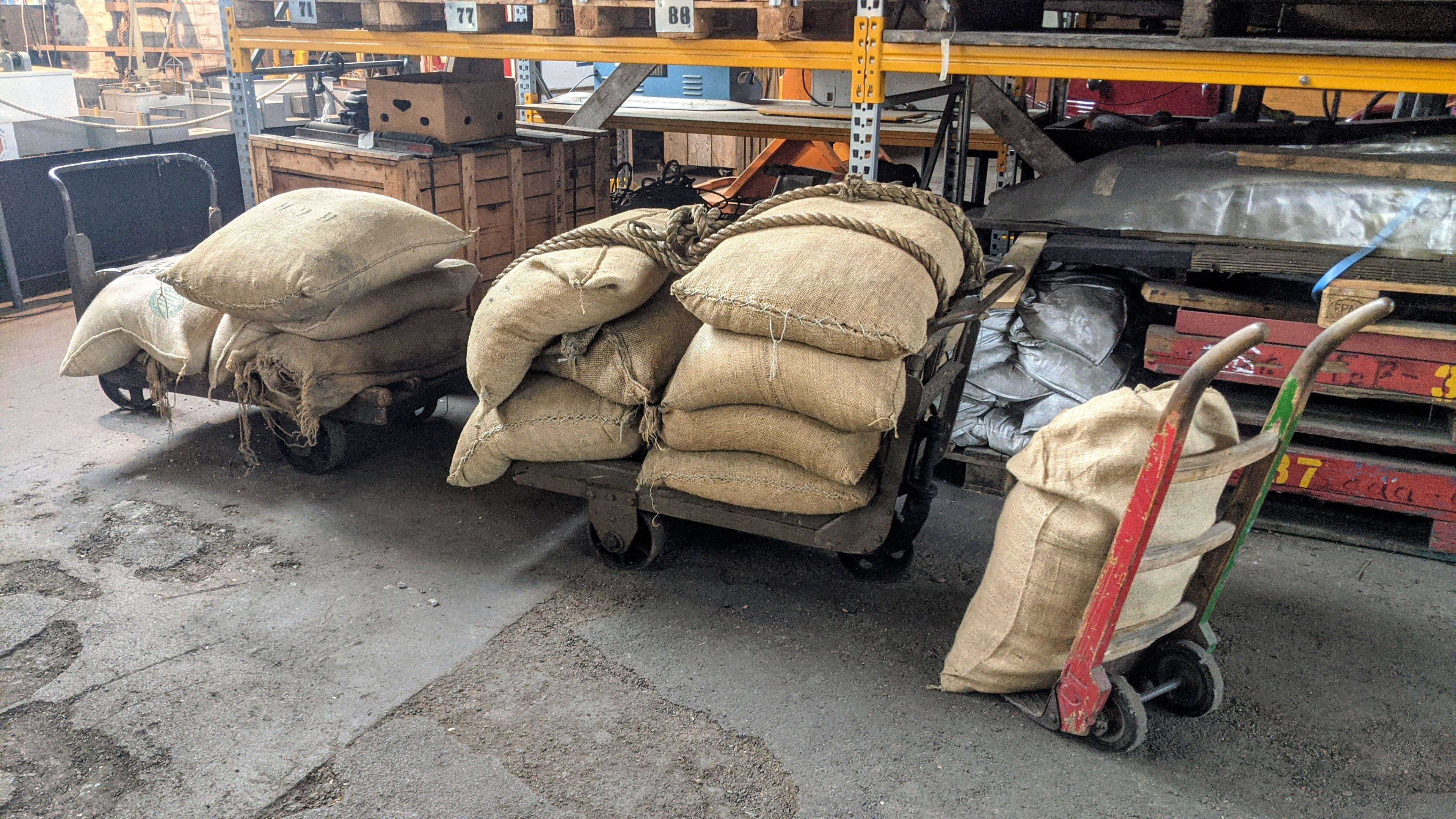
Sackkarre und Transportwagen im Schaudepot

Die Kaischuppen der 50er-Reihe sind eine zwischen 1908 und 1912 errichtete Umschlagsanlage, die in ihrer Zeit die größte und modernste des Hamburger Hafens war. Sie sind in Leichtbauweise mit einer dreischiffigen Binderkonstruktion aus Holz errichtet mit einem erhöhten Mittelschiff zur besseren Belichtung, jeweils etwa 270 Meter lang und 48 Meter tief. Sie boten Lagerfläche für die Ladung zweier damaliger Seeschiffe. Die Kopfgebäude an den Schuppenenden sind aus Backstein errichtet und waren mit Büro-, Aufenthalts- und Sanitärräumen ausgestattet, teilweise auch mit Dienstwohnungen für Kaibeamte. Mit der kaiseitigen Ausstattung von zunächst Dampfkränen, später elektrischen Halbportalkranen und auch Rollkränen wurden sie zum Prototyp der Hamburger Kaiarchitektur.
Das Umschlagkonzept basierte auf der nahen Anbindung der verschiedenen Verkehrsmittel einschließlich Gleisanlagen für die Hafenbahn auf beiden Seiten der Schuppen. Per Halbportalkränen an der Wasserseite konnten die Schiffsladungen sowohl direkt auf bereitstehende Eisenbahnwaggons oder Fuhrwerke geladen werden, oder auf die den Schuppen vorgelagerten Laderampen. Innerhalb der Schuppen wurden die Güter zur weiteren Sortierung oder zur Zwischenlagerung gestapelt und konnten zur Straßenseite weiterverschafft werden.
Besucher des Hafenmuseums können im Kaischuppen 50 eine umfangreiche Sammlung von Objekten des Stückgutumschlags besichtigen, Transportmittel, Werkzeuge und Warenproben. Zudem beschäftigt sich die Ausstellung mit der Binnen- und Revierschifffahrt sowie dem Hafenausbau, aber auch mit dem Schiffbau und der Schiffsreparatur. Das aufwendige Modell eines Schwimmdocks mit einem Hamburg-Süd Dampfer San Nicolas von 1895 verdeutlicht anschaulich die Funktion von Schiffsreparaturen am Unterwasserschiff. Sinnlich beeindruckend sind Exponate wie das Helmtauchgerät der Hafentaucher nebst Bleischuhen, aber auch die durch ihre Vielzahl für sich sprechende Anhäufung ausrangierter Sackkarren. In dem zugehörigen Kopfbau befindet sich eine Kaffeeklappe, nun zum Museumscafé umarrangiert, sowie weitere einstige Sozialräume der Hafenarbeiter.

### Außen- und Kaianlagen

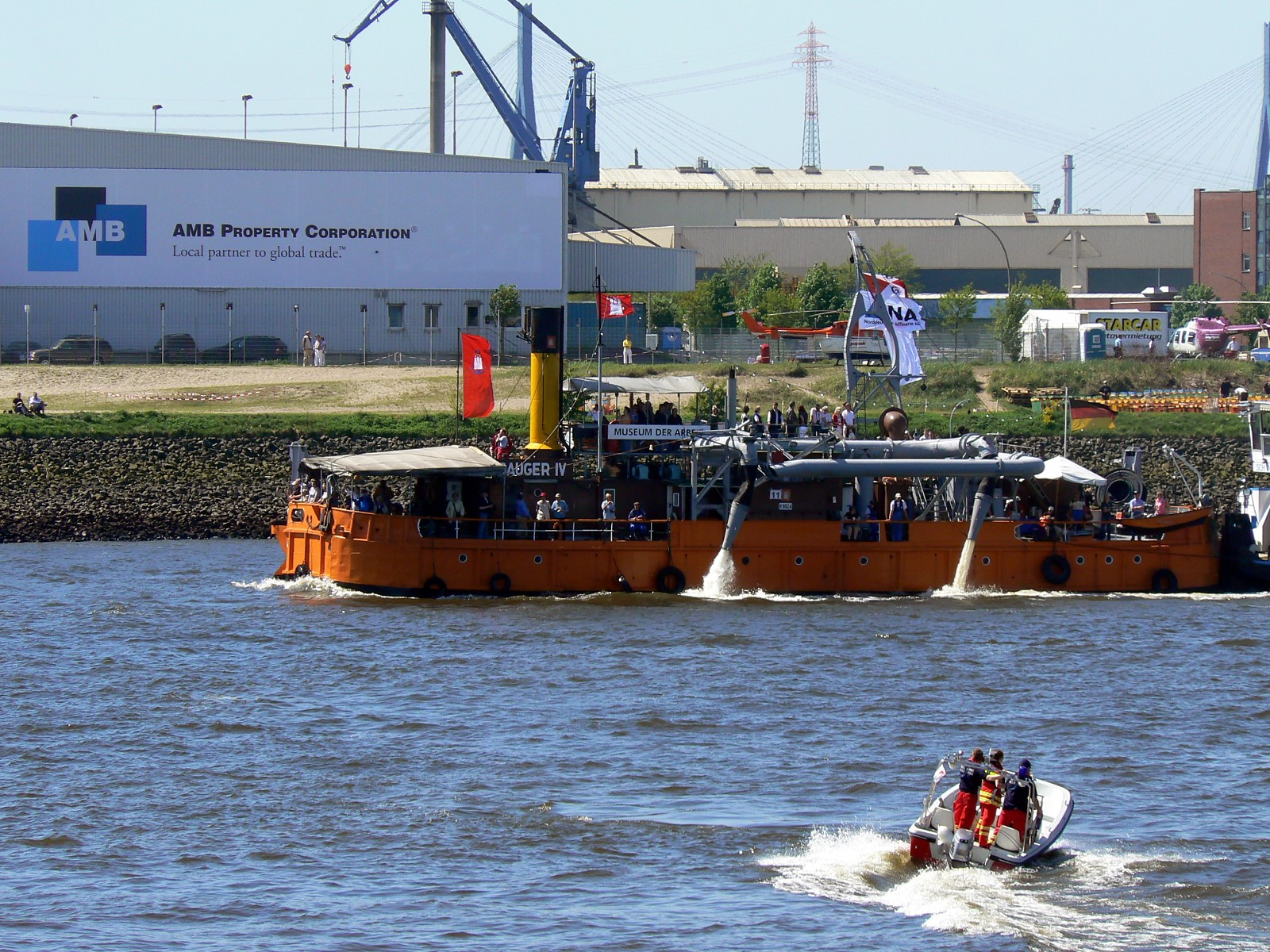
Schutendampfsauger Sauger IV auf Fahrt im Hamburger Hafen

Zum Außenbereich zählen der Vorplatz des Kopfbaus sowie die Kaistraße des Bremer Kais, durch eine neue Flutschutzmauer von der Schuppenstrecke getrennt. Ausgestellt ist hier neben weiterem der älteste noch funktionsfähige Van Carrier des Hamburger Hafens. Er stammt aus dem Jahr 1971 und steht für die Anfänge des Container-Umschlags in Hamburg. Weitere teilweise noch betriebsfähige historische Kaikräne stehen entlang des Kais im Schienenbett aufgereiht. Ausstellungsobjekte der Hamburger Hafenbahn vervollständigen das Ensemble.
Am Kai selbst und einer vorgelagerten Pontonanlage liegen neben einer Vielzahl Schuten und Barkassen auch schwimmende Großobjekte wie der Schwimmdampfkran Saatsee, 1917 bis 1920 von der Schiffs- und Maschinenbau AG Mannheim gefertigt, der Schutendampfsauger Sauger IV, 1909 von der Lübecker Maschinenbau Gesellschaft gebaut, und eine „Hamburger Kastenschute“ von 1913. An Bord dieser Fahrzeuge vermitteln Ausstellungen wie auch Mitarbeiter des Museums, auch hier oftmals ehemalige Schiffer oder Hafenarbeiter, anschaulich Technik und Bedienung der Gerätschaften sowie Arbeit und Lebenszusammenhänge der Besatzungen. Der zugehörige Ponton dient zur Vorführung der traditionellen Hafentaucherei.
Am Bremer Kai befindet sich ebenfalls ein Anleger für die Barkassen der Maritime Circle Line.

### StückgutfrachterBleichen
Zum Gesamtensemble des Bereichs Schuppen 50 gehören auch Ausstellungsobjekte, die nicht Teil des Museums der Arbeit sind. So liegt am Bremer Kai der Stückgutfrachter Bleichen, erbaut 1958. Er wurde im Jahr 2007 von der Stiftung Hamburg Maritim vor der Verschrottung gerettet, gekauft und zurück nach Hamburg gebracht. Ein für diesen Zweck gegründeter Betriebsverein nimmt die Restaurierung und Erhaltung des Schiffs in Zusammenarbeit mit dem Projekt Jugend in Arbeit vor. Besichtigungen des Schiffs sind regelmäßig zu den Öffnungszeiten des Hafenmuseums möglich.

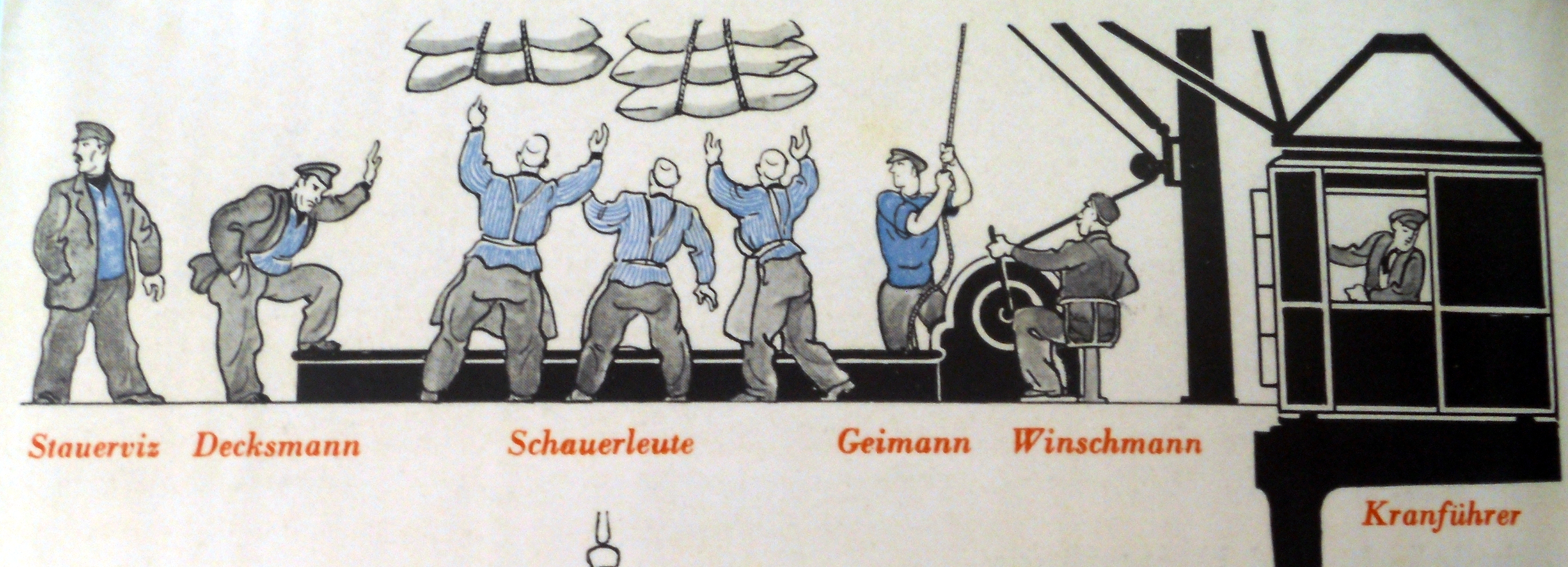
Alte Hafenberufe für das Laden und Löschen der Schiffe
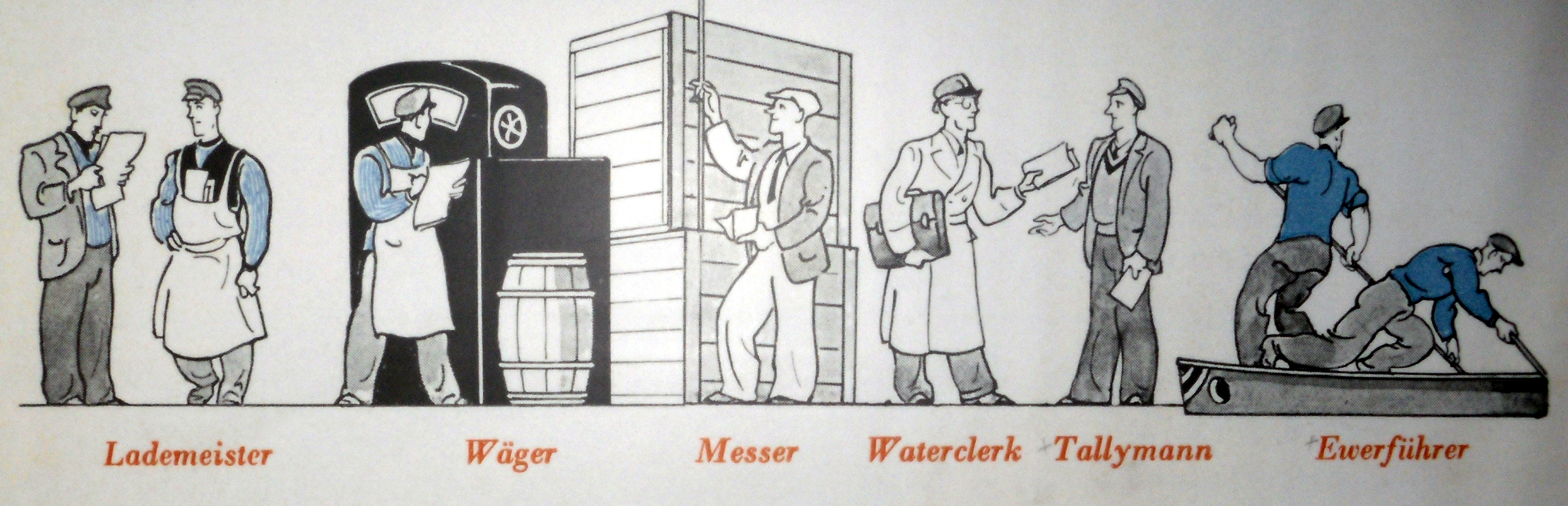
Alte Berufe im landseitigen Hafenbetrieb
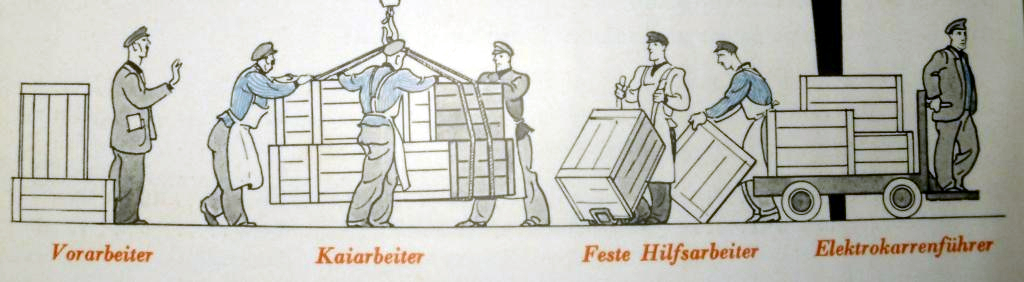
Hafenarbeiter
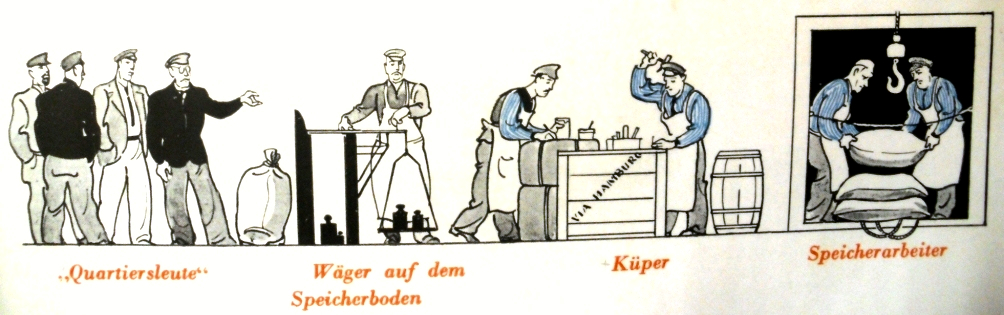
Schuppen und Speicherberufe

### SegelschiffPeking

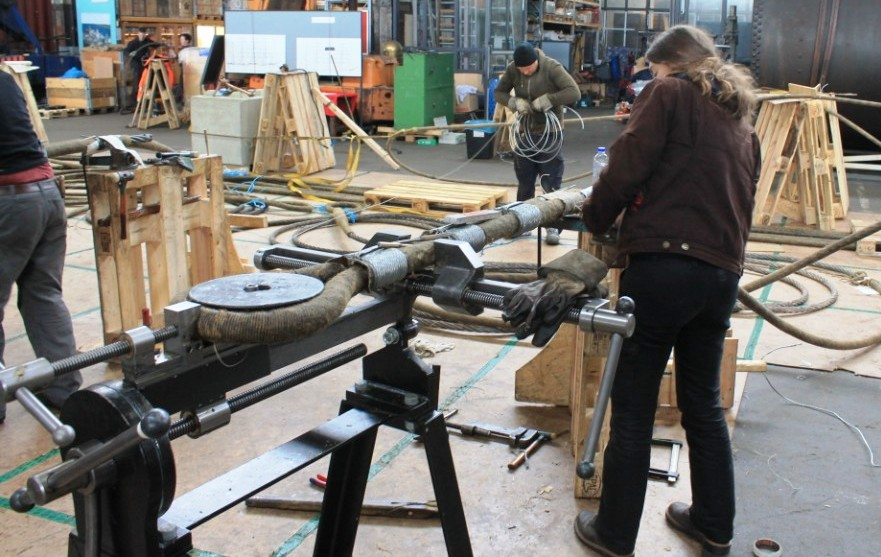
Takler bei der Arbeit

Die 1911 bei Blohm + Voss für die Hamburger Reederei F. Laeisz hergestellte Viermastbark Peking ist eines der letzten erhalten Schiffe der sogenannten „Flying P-Liner“ und war vor dem Zweiten Weltkrieg vor allem im Salpeterhandel mit Südamerika eingesetzt.
2015 beschloss der Haushaltsausschuss des Deutschen Bundestages, die Peking vom South Street Seaport für das Hafenmuseum zurückzuholen und zu restaurieren. Für die Überführung nach Hamburg war eine aufwendige Instandsetzung notwendig. Das Schiff wurde 2017 mit dem Schwergutfrachter Combi Dock III nach Deutschland überführt.

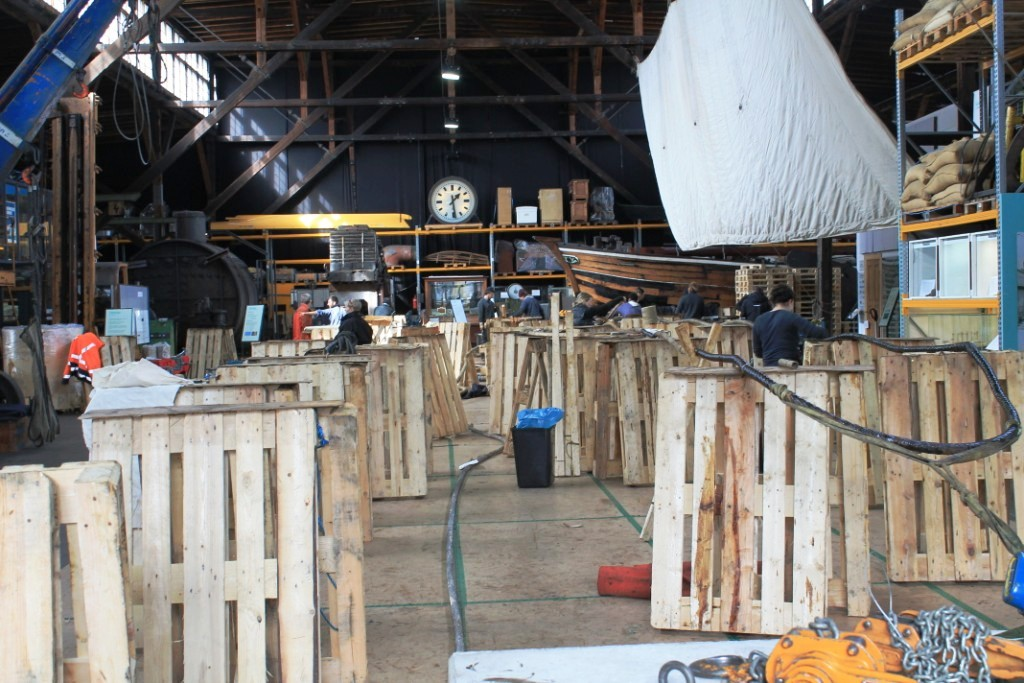
Die Takelage der Peking wird im Hafenmuseum überholt

Ab dem 2. August 2017 lag die Peking zum Abbauen der Takelage und zum Ziehen der Masten am Kai der Peters Werft in Wewelsfleth. Später wurde das Schiff in das Trockendock verholt, um Arbeiten am Rumpf durchzuführen. Die Überarbeitung der Takelage wurde im Hafenmuseum durchgeführt und war auch in der langen Nacht der Museen 2019 zu sehen. Die gesamten Restaurierungsarbeiten haben etwa drei Jahre in Anspruch genommen, die Arbeiten am Schiff wurden weitgehend auf der Peters-Werft in Wewelsfleth durchgeführt. Im September 2020 wurde die Peking nach Hamburg überführt und am Bremer Kai festgemacht, wo seit April 2023 regelmäßige Besichtigungstermine angeboten werden. Nach Fertigstellung des neuen Museumsstandortes am Schumacherwerder soll die Peking dort ihren endgültigen Liegeplatz beziehen.